# Lagrogne
Achille Lagrogne, appelé la plupart du temps Lagrogne (J. Jones ou épisodiquement Mr Pupp en VO), ou Lagrognodans Le Journal de Mickey n° 2291, est un personnage de fiction de l'univers des canards créé par Carl Barks en 1943 pour les studios Disney.

## Création et personnalité
Ce voisin hargneux de Donald Duck apparaît pour la première fois en novembre 1943 dans l'histoire Chers voisins (Good Neighbors ). Un voisin de Donald également appelé « Jones » mais d'aspect différent apparaît quelque temps auparavant en février 1943, dans Les bonnes action (Good Deeds).
Lagrogne et Donald se détestent et entrent souvent en conflit. Ils ont souvent essayé de résoudre leurs problèmes de voisinage, par exemple en déménageant, en essayant de devenir amis voire en s'ignorant complètement, en vain. Malgré tout, on peut trouver un Lagrogne beaucoup moins rancunier et irascible, s'entendant avec Donald dans l'histoire Trésor à domicile (Outfoxed Fox), toujours de Carl Barks. Si ce dernier a décidé de modifier le caractère de son personnage le temps d'une histoire, c'est pour coller à un scénario qu'il a recyclé à partir d'une histoire qu'il a fait en 1947 avec des personnages de la Metro Goldwyn Mayer.

## Apparitions

### En bandes dessinées
Depuis 1943, Lagrogne est apparu dans plus de 740 histoires d'après le site INDUCKS, dont 280 ont été publiées en France (en avril 2021).
Les auteurs italiens préfèrent utiliser un autre voisin de Donald nommé Grumble (Anacleto Mitraglia). Malgré un design différent, ce dernier a le même caractère que Lagrogne et surtout la même relation avec Donald.

### En dessins animés
Le personnage fait sa première apparition en animation dans le reboot de 2017 de La Bande à Picsou, lors de l'épisode 17 de la saison 2 Le périple de Donald Duck ! (What Ever Happened to Donald Duck?!). Il s'agit d'une nouvelle version de Lagrogne, puisqu'il est ici le "conseiller en gestion de la colère" de Donald. Dans la version française, il garde son nom original de "Jones".
En version originale, c'est James Adomian qui incarne sa voix.